# Горшков, Василий Геннадьевич
Василий Геннадьевич Горшков (род. 5 февраля 1977 года, Москва) — российский легкоатлет, специализирующийся в прыжках с шестом. Двукратный чемпион России (2001, 2002). Чемпион России в помещении 2003 года. Мастер спорта России международного класса.

## Биография
Василий Геннадьевич Горшков родился 5 февраля 1977 года в Москве. Окончил Российский государственный университет физической культуры. На протяжении своей спортивной карьеры тренировался под руководством Евгения Бернардовича Чена и Евгения Георгиевича Бондаренко.
Дебютировал на международной арене в 1999 году на чемпионате Европы среди молодёжи, где занял третье место. Участвовал в различных международных турнирах.
Выступал за клуб Российской Армии и профсоюзы.

## Основные результаты

### Международные
| Год  | Соревнования                    | Место проведения          | Место | Результат |
| ---- | ------------------------------- | ------------------------- | ----- | --------- |
| 1999 | Чемпионат Европы среди молодёжи | Гётеборг, Швеция          | 3     | 5,60 м    |
| 2001 | Кубок Европы                    | Бремен, Германия          | 3     | 5,68 м    |
| 2001 | Чемпионат мира                  | Эдмонтон, Канада          | 19    | 5,50 м    |
| 2002 | Чемпионат Европы                | Мюнхен, Германия          | 8     | 5,70 м    |
| 2002 | Финал Гран-при IAAF             | Париж, Франция            | 4     | 5,65 м    |
| 2003 | Чемпионат мира в помещении      | Бирмингем, Великобритания | 4     | 5,70 м    |

### Национальные
| Год  | Соревнования                 | Место проведения | Место | Результат |
| ---- | ---------------------------- | ---------------- | ----- | --------- |
| 1998 | Чемпионат России             | Москва           | 2     | 5,70 м    |
| 1999 | Чемпионат России в помещении | Москва           | 2     | 5,50 м    |
| 2000 | Чемпионат России в помещении | Волгоград        | 2     | 5,55 м    |
| 2001 | Чемпионат России в помещении | Москва           | 2     | 5,70 м    |
| 2001 | Чемпионат России             | Тула             | 1     | 5,75 м    |
| 2002 | Чемпионат России             | Чебоксары        | 1     | 5,80 м    |
| 2003 | Чемпионат России в помещении | Москва           | 1     | 5,70 м    |